# Haddorf
Haddorf (alt: Hardestorp, Hardorp) ist eine Ortschaft der Hansestadt Stade. Sie liegt im
Landkreis Stade im Land Niedersachsen.

## Umgebung
Haddorf liegt am westlichen Rand von Stade (ca. 6 km von der Stader Innenstadt entfernt). Es grenzt im Süden an die B73 und im Osten an den Stadtteil Hahle. Etwa 2,5 km westlich von Haddorf liegt die kleine Ortschaft Mittelsdorf, ca. 3 km nordwestlich von Haddorf der Ort Hammah.
An der Südgrenze Haddorfs liegt ein ca. 30 ha großer Forst.

## Geschichte
Haddorf wurde im Jahre 1204 erstmals schriftlich als Hardestorp erwähnt, als Pfalzgraf Heinrich dem Kloster St. Marien den Hof Hardestorp überträgt. Dieser wohl um 800 gegründete Königshof umfasste damals das Gebiet zwischen Mittelsdorf, Hammah und Wiepenkathen. Im 14. Jahrhundert wurde der Königshof auf vier Bauernstellen aufgeteilt. 1648 gelangte Haddorf in den Besitz der Stadt Stade und wurde ab 1692 Teil des Amtes Stade-Agathenburg. Im 18. Jahrhundert hat Haddorf ca. 50 Einwohner und gehörte kirchlich zu St. Wilhadi. Eine Schule erhielt Haddorf im 19. Jahrhundert und erreicht 1900 eine Einwohnerzahl von über 100 Menschen. 1950 lag die Einwohnerzahl bei 203 Menschen. Am 1. Juli 1972 wurde Haddorf mit seinen 430 Bewohnern nach Stade eingemeindet und hatte 1991 bereits 793 Einwohner.
Seit den 1990er Jahren sind drei Baugebiete entstanden, die Haddorf in Richtung Hahle erweiterten. Unter anderem durch starken Zuzug von zahlreichen Spätaussiedlern (Russlanddeutschen) aus der Sowjetunion hat sich die Einwohnerzahl etwa verdreifacht.

## Politik
Der Ortsbürgermeister war von 2006 bis 2016 Torsten Schmidt (CDU).
Seit dem 1. Dezember 2016 ist Hermann Müller (SPD) Ortsbürgermeister.

## Wirtschaft und Infrastruktur

### Bildung
In der Ortschaft Haddorf gibt es einen Kindergarten und eine Grundschule.
Kinder können in die Hansestadt Stade mit dem Bus fahren, um dort die weiterführenden Schulen zu besuchen.
Gymnasiasten besuchen in der Regel das Vincent-Lübeck-Gymnasium und Realschüler die Realschule Camper Höhe oder die IGS Stade, da dies der jeweilige Einzugsbereich der Schulen ist.

### Verkehrsanbindung
Von Haddorf aus fährt eine Buslinie alle halbe Stunde in Richtung Stade; samstags fährt sie bis mittags, am Sonntag überhaupt nicht.
Des Weiteren fährt eine Buslinie von Stade über Haddorf in Richtung Gräpel und zurück.
Der Bahnhof Haddorf an der Niederelbebahn Cuxhaven-Stade-Hamburg ist seit langem stillgelegt. Die nächsten Bahnhöfe sind Hammah (Richtung Cuxhaven) und Stade (Richtung Hamburg).

### Telekommunikation
Im Norden von Haddorf steht der 158 Meter hohe Fernmeldeturm Stade.

## Sport
In Haddorf gibt es den Tennisclub TC Haddorf von 1984 e. V. Auf dem Gelände des Tennisclubs gibt es einen Beachvolleyballplatz sowie seit Juli 2014 eine Boulebahn. Außerdem gibt es den Sportverein SV Haddorf.